# ميخائيل وليامز (فيلسوف)
ميخائيل وليامز (بالإنجليزية: Michael Williams)‏ هو فيلسوف أمريكي، ولد في 6 يوليو 1947.